# Pierre-Yves Cardinal
Pierre-Yves Cardinal (Québec, 24 luglio 1978) è un attore canadese.

## Biografia
Nel 2009 Cardinal ha avuto un ruolo secondario nel film Polytechnique, diretto da Denis Villeneuve. Nel 2013 ha raggiunto la notorietà per la sua interpretazione del personaggio di Francis nel film Tom à la ferme di Xavier Dolan, che gli ha valso una candidatura ai Canadian Screen Awards del 2014 nella categoria "Miglior attore in un ruolo secondario". Nel 2014 è stato tra gli interpreti principali della serie televisiva Les Jeunes Loups ed è apparso come guardia ospedaliera in Mommy, altro film di Xavier Dolan.

## Filmografia

### Cinema
- Polytechnique, regia di Denis Villeneuve (2009)
- Dédé, à travers les brumes, regia di Jean-Philippe Duval (2009)
- Tom à la ferme, regia di Xavier Dolan (2013)
- Mommy, regia di Xavier Dolan (2014)
- Le Garagiste, regia di Renée Beaulieu (2015)
- La natura dell'amore (Simple comme Sylvain), regia di Monia Chokri (2023)

### Televisione
- 19-2 - serie TV, 3 episodi (2011-2013)
- Tu m'aimes-tu? - serie TV, 1 episodio (2012)
- Trauma - serie TV, 1 episodio (2013)
- Les Jeunes Loups - serie TV, 10 episodi (2014)
- Nouvelle adresse - serie TV (2014-2015)

## Doppiatori italiani
- Andrea Marino in La natura dell'amore

## Riconoscimenti
- Miglior interpretazione maschile al Festival 2 Valenciennes 2014, per Tom à la ferme (premio condiviso con Xavier Dolan)
- Candidatura a miglior attore in un ruolo secondario ai Canadian Screen Awards 2014, per Tom à la ferme